# 西三松
西三松（にしみつまつ）は、福井県大飯郡高浜町の地名。郵便番号は919-2381。

## 歴史

### 部落の形成
西三松部落がどのように形成されたのかについて、解放同盟支部の田中稔支部長や、山下書記長の話によると「昔は東三松に一緒に住んでいたが、いつのころかわからないが関屋川が注ぐ今の場所に移された」「東三松にいたとき皮革の仕事をやっていたから、臭いがすごいので、こちらに移されたのではないか」という。
西三松の人たちが丹後街道沿いから今の地に移されたのは近世初期とされる。今の地に移される以前は、丹後街道沿いで、武具製作を中心とした皮革業と街道警備が主な仕事だった。

### 沿革
明治初年時点で、小浜藩領に属した。廃藩置県により、小浜県-敦賀県-滋賀県を経て、1881年（明治14年）2月7日福井県の管轄となった。
1882年（明治15年）12月28日、三松村が分割されて東三松村・西三松村となった。
1889年（明治22年）4月1日、 町村制の施行により、西三松村は上津村・六路谷村・蒜畠村・今寺村・高野村・中山村・高屋村・小和田村・関屋村・横津海村・青村・日置村・東三松村とともに青郷村に編入され、大字西三松となった。この時点で戸数35戸、人口213人であった。
1935年（昭和10年）、日枝神社祭礼にかかわる東三松 (非部落側) との差別事件が発生。これに際し、全国水平社（全水）総本部の井元麟之常任や森山伊右衛門県連委員長らの指導や応援を受けた糾弾闘争を契機に、同年10月18日、全国水平社西三松支部が組織された。
1950年（昭和25年）、火災が発生し集落の80%が類焼した。1953年（昭和28年）、台風13号が襲い、農作物などは大被害を受けた。
1955年（昭和30年）2月11日、青郷村が高浜町・和田村・内浦村と合併して廃止され、高浜町に編入された。
1972年、高浜町立三松センター開設。
1996年、えびす浜パーク海水浴場（えびすビーチ、三松海水浴場）がリニューアルオープン。1998年7月、「ふれあい浜辺整備事業」としてえびす浜パーク竣工。
2005年4月、西三松の池田山公園公衆トイレで差別落書が発見される事件が発生。5月、三松センターで大田常雄・高浜町助役から部落解放同盟福井県連合会の浜岸政幸・委員長（高浜支部長）らに事実関係の報告があり、今後の対応について協議した。
2012年、池田山公園（池田山いこいの広場）に青葉ふれあいドーム竣工。

## 人口
1916年に刊行された『細民部落改善実例』によると、戸数37、人口270余である。

## 行政
部落の篤志家の池田吉右衛門は1883年に西三松戸長となり、1885年に部落総代に選任される。

## 経済

### 産業
1916年に刊行された『細民部落改善実例』によると、「明治維新前には住民は一般に獣皮の取扱いをしていた。現在は主として小作、日稼ぎを業としている」という。
1982年に刊行された『部落史を歩く ルポ東北・北陸の被差別部落』によると、「西三松部落のほとんどの家が民宿を経営している。商売になるのは夏の間だけで、冬場はさっぱりである。民宿経営はもっぱら主婦の仕事である。農業をしている人もわずかにあり、経営面積は2 - 3反ほどで、自分の家で1年間に食べる米をつくっている程度である。西三松地区の民宿で新築住宅が目立っているが、民宿ブームをあてこんで同和貸付金を利用したり、他の金融機関から借金したりして、かなり無理をして建てたものである」という。
店舗・企業

| - 石橋工業 - 新成工業 - 敦賀断熱工業 - 森山工業（とび・土工工事 機械器具設置工事 解体工事） - 関西メンテナンス - 高浜杜仲産業 - 平成建設 - 平成生コン - 平成運輸 - 山下エンジニアリング 旅館 - 旅館いけもと - 旅館いしばし - 旅館おくもと - 旅館かもきち - 旅館かわい - 旅館やま岡 - 旅館やまもと - 旅館山悦 - あさお旅館 - 池田喜兵衛旅館 - 寺田旅館 - 大谷旅館 - 田中旅館 - 山口旅館 - Your Resort光泉 ペンション - ペンションくらはし | 組合・団体 - 高浜町杜仲茶生産組合 - 部落解放同盟福井県連合会（三松センター内） - 若狭高浜観光協会西三松支部 |

## 地域

### 教育
- 高浜町立青郷保育所[15]

### 施設
宗教
- 来迎寺（真宗大谷派）

公園
- 脇坂公園

海水浴場
- 三松海水浴場[3]

隣保館
- 高浜町立三松センター[16] - 第13回全国隣保館だよりコンテスト入賞（優秀賞）[17]。

## 交通
- 京都府道・福井県道21号舞鶴野原港高浜線
- 福井県道149号音海中津海線

## 出身・ゆかりのある人物
- 森山栄治（高浜町助役[18]、関電プラント顧問、福井県客員人権研究員） - 原発の誘致に尽力した[18]。